# Boucle de retournement
Dans le vocabulaire ferroviaire, une boucle de retournement , ou « raquette », est une voie ayant la forme d'une boucle et assurant la continuité entre deux voies de sens de circulation opposés. Généralement situées près des terminus de lignes, les boucles permettent donc de retourner les trains sans rebroussement, appareil de voie ou changement de loge de conduite[réf. nécessaire]. 

Animation montrant le principe de la boucle.

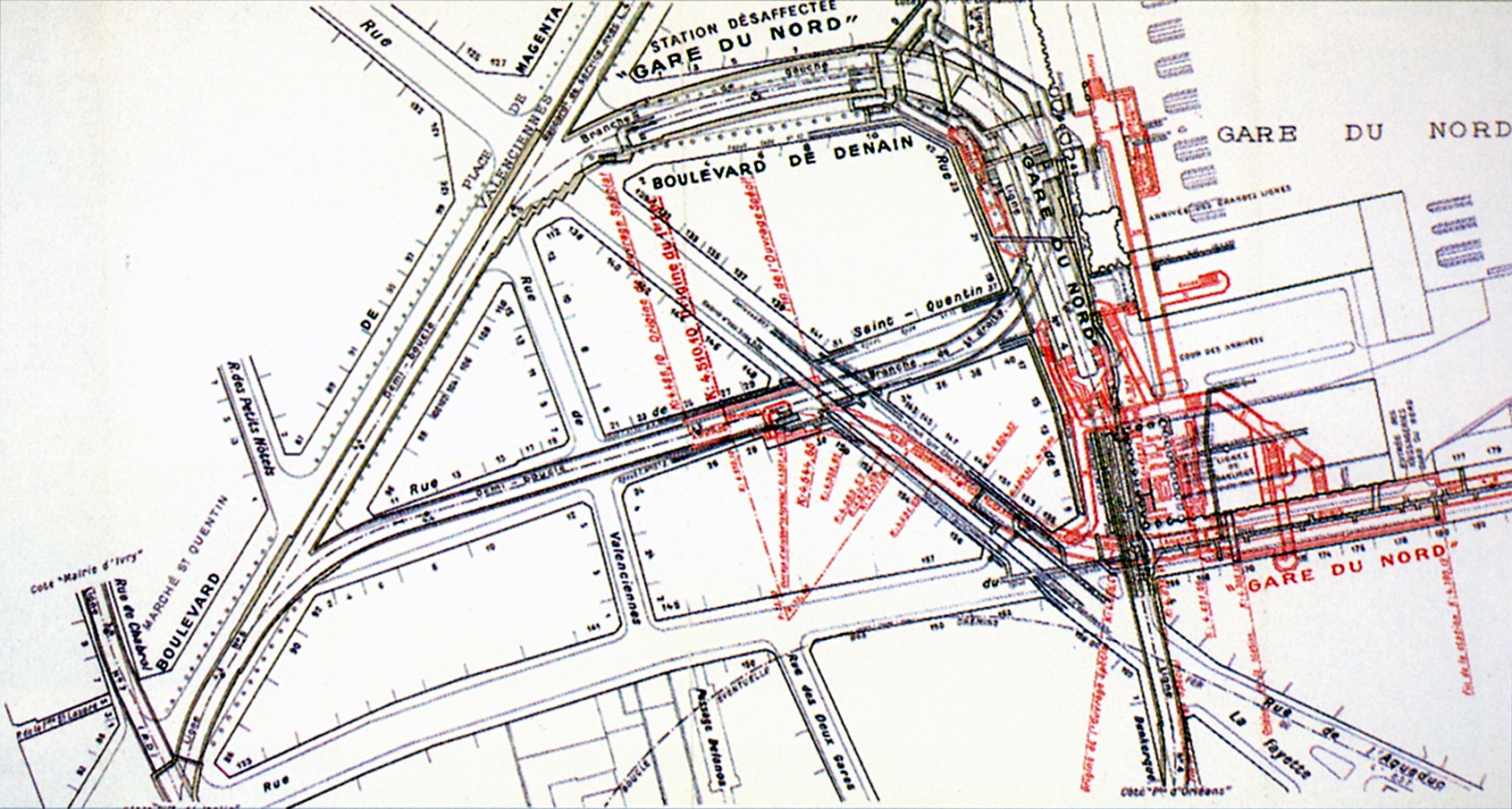
Plan de l'ancienne boucle de retournement à la station Gare du Nord sur la ligne 5 du métro de Paris.

## Avantages
Le principal avantage de ce type d'infrastructure est de permettre des changements de direction rapides et donc un trafic fluide, car il n'est théoriquement pas nécessaire de marquer une pause pour laisser au conducteur le temps d'atteindre la motrice opposée. Dans une moindre mesure, cela peut présenter des avantages économiques : sur les lignes possédant une boucle à chaque extrémité, l'arrière des trains n'est pas obligatoirement équipé d'une loge de conduite. De même, à la condition que les quais soient toujours situés du même côté, l'un des flancs des trains peut être dénué de portes d'accès (cas notamment observable sur le tramway de Zurich)[réf. nécessaire].

## Inconvénients
Bien que les boucles présentent souvent des courbures de faible rayon, elles occupent beaucoup plus d'espace que les tiroirs de retournement, ce qui peut poser des problèmes d'insertion, notamment en milieu urbain. Par ailleurs, sur les lignes possédant une boucle à chaque extrémité, l'usure des roues se révèle inégale entre les deux côtés. Les trains roulent en effet toujours dans le même sens, y compris dans les courbes, ce qui fait qu'un côté est plus sollicité que l'autre. Pour éviter ce problème, il arrive que le sens de circulation des trains soit inversé et que la boucle soit « croisée », comme par exemple au terminal français des navettes d'Eurotunnel, avec en sus des rails renforcés pour limiter l'usure prématurée liée à la force centrifuge.

## Exemples d'implantations
- Sur le métro de Paris, dans la grande majorité des terminus construits durant les premières années du réseau[2].
- Aux deux extrémités du tunnel sous la Manche.
- Sur de nombreux réseaux de tramway, surtout en Europe.